# 巴拉-杜加萨斯
巴拉-杜加萨斯是巴西马托格罗索州的一个市镇。总面积9141.841平方公里，总人口53243人，人口密度5.8人/平方公里。